# T'Nia Miller
T'Nia Miller (Londra, 2 marzo 1985) è un'attrice britannica, conosciuta per il ruolo di Hannah Grose nella serie televisiva The Haunting.

## Biografia
T'Nia è nata a Londra, in Inghilterra, ed ha frequentato la the Guildford School of Acting, dove si è diplomata nel 2004.

## Carriera
Il suo debutto televisivo è avvenuto nel 2007, attraverso tre episodi della serie televisiva drammatica Dubplate Drama, prodotta da Channel 4. È poi apparsa in The Bill e Holby City, prima di debuttare al cinema nel 2012, con il lungometraggio Stud Life. Dopo aver avuto ruoli secondari in varie produzioni come Babylon, Banana, Cucumber, Doctor Who, Guilt e Born to Kill, ha ottenuto il suo primo ruolo primario nella serie televisiva Witless, prodotta da BBC.
Nel 2019, entra a far parte del cast della miniserie televisiva Years and Years. L'anno successivo entra a far parte dell'universo di The Haunting, apparendo nella seconda stagione nel ruolo di Hannah Grose.
Nel 2021, viene ingaggiata per dei ruoli ne La Fortuna, prodotta da AMC, e Fondazione, di Apple TV+. 
Nel 2023, viene presentata tra i membri del cast principale della produzione Netflix La caduta della casa degli Usher, diretta da Mike Flanagan.

## Vita privata
T'Nia è apertamente lesbica. È stata sposata con Lorna Sutara Gayle, da cui ha divorziato e avuto due figli.

## Filmografia

### Cinema
- The Disappeared, regia di Johnny Kevorkian (2008)
- Stud Life, regia di Campbell X (2012)
- Obey, regia di Jamie Jones (2018)
- Nine Nights, regia di Veronica McKenzie (2019)
- Dark Corners, regia di Richard Parry (2019)

### Televisione
- Dubplate Drama – serie TV, 3 episodi (2007)
- Metropolitan Police (The Bill) – serie TV, episodio 23x75 (2007)
- Holby City – serie TV, episodio 13x52 (2009)
- Babylon, regia di Danny Boyle, Sally El Hosaini e Jon S. Baird – miniserie TV, puntata 6 (2014)
- Banana – serie TV, episodio 1x06 (2015)
- Cucumber – serie TV, episodi 1x07-1x08 (2007)
- Doctor Who – serie TV, episodio 9x12 (2015)
- Marcella – serie TV, 3 episodi (2016-2018)
- Guilt – serie TV, 3 episodi (2016)
- Witless – serie TV, 10 episodi (2016-2018)
- Delitti in Paradiso (Death in Paradise) – serie TV, episodio 6x08 (2017)
- Born to Kill – serie TV, episodio 1x01 (2017)
- Doctors – serial TV, puntata 19x48 (2017)
- Testimoni silenziosi (Silent Witness) – serie TV, episodi 21x09-21x10 (2018)
- Dark Heart – serie TV, episodio 1x01 (2018)
- Hatton Garden – serie TV, episodi 1x03-1x04 (2019)
- Years and Years, regia di Simon Cellan Jones e Lisa Mulcahy – miniserie TV (2019)
- Free Rein – serie TV, 9 episodi (2019)
- The Feed – serie TV, 4 episodi (2019)
- Sex Education – serie TV, 2 episodi (2020)
- The Haunting – serie TV, 9 episodi (2020)
- A Response to Your Message, regia di Somalia Seaton – film TV (2020)
- La Fortuna, regia di Alejandro Amenábar – miniserie TV, 5 puntate (2021)
- Fondazione (Foundation) – serie TV, 3 episodi (2021)
- Inverso - The Peripheral (The Peripheral) – serie TV, 8 episodi (2022)
- The Diplomat – serie TV, episodi 1x05-1x06 (2022)
- La caduta della casa degli Usher (The Fall of the House of Usher), regia di Mike Flanagan e Michael Fimognari – miniserie TV (2023)
- Generation Z, regia di Ben Wheatley – miniserie TV (2024)
- Gangs of London – serie TV, 6 episodi (2025)

### Cortometraggi
- True to Form, regia di Mark J. Blackman (2007)
- Deadsite, regia di Mark Triller (2009)
- Good Thanks, You?, regia di Molly Manning Walker (2020)
- Miss Fortunate, regia di Ella Jones (2021)
- Daylight Rules, regia di Alex Browning (2023)
- Gargoyle Doyle, regia di Ethan Shaftel (2023)

## Riconoscimenti
- Critics' Choice Super Awards
  - 2021 – Candidatura alla miglior attrice in una serie televisiva dell'orrore per The Haunting of Bly Manor
- Gold Derby Awards
  - 2021 – Candidatura alla miglior attrice di supporto in una serie televisiva per The Haunting of Bly Manor
- Online Film & Television Association
  - 2021 – Candidatura alla miglior attrice di supporto in una serie televisiva per The Haunting of Bly Manor
- IGN Summer Movie Awards
  - 2020 – Candidatura alla miglior attrice in una serie televisiva drammatica per The Haunting of Bly Manor
- National Film Awards
  - 2020 – Candidatura alla miglior attrice in una serie televisiva per Years and Years

## Doppiatrici italiane
Nelle versioni in italiano delle opere in cui ha recitato, T'Nia Miller è stata doppiata da:
- Barbara De Bortoli in The Haunting, Inverso - The Peripheral, La caduta della casa degli Usher
- Patrizia Burull in Marcella (st. 1), Years and Years
- Emanuela Baroni in Guilt, Sex Education
- Daniela Calò in Free Rein, La Fortuna
- Giò Giò Rapattoni in Doctor Who
- Alessandra Chiari in Marcella (st. 2)
- Micaela Incitti in Fondazione
- Gemma Donati in The Diplomat
- Sabrina Duranti in Gangs of London